# Бичок-жаба
Бичо́к-жа́ба (Mesogobius) — рід риб родини Gobiidae, поширених в басейнах Чорного і Каспійського морів. Понто-Каспійські релікти.

## Види
Рід містить три види:
- Mesogobius batrachocephalus — бичок жабоголовий
- Mesogobius nigronotatus — бичок-жаба плямистий
- Mesogobius nonultimus — бичок-жаба каспійський